# Karaulun
Karaulun ist eine osttimoresische Siedlung im Suco Mauchiga (Verwaltungsamt Hatu-Builico, Gemeinde Ainaro).

## Geographie
Die kleine Siedlung liegt im Norden der Aldeia Mauchiga, auf einer Meereshöhe von 1065 m. Südlich fließt der Fluss Belulik.  Das Gebiet nördlich des Flusses gehörte noch bis 2015 zum Suco Mulo. Östlich von Karaulun liegt das Dorf Ernaro und südöstlich der Weiler Boetua. Eine Straße verbindet die Orte mit dem Nachbardorf Dare (Suco Mulo) im Westen, wo sie auf die Überlandstraße von Ainaro nach Dili trifft. Über sie gelangt man in das nördliche Nachbardorf Tatiri Baru (Suco Mulo). Eine Brücke über den Belulik in Boetua führt in das Dorf Mauchiga im Südosten.